# Heuqueville (Eure)
Heuqueville település Franciaországban, Eure megyében. Lakosainak száma 347 fő (2022. január 1.). Heuqueville Amfreville-les-Champs, Amfreville-sous-les-Monts, Cuverville, Daubeuf-près-Vatteville, Flipou, Houville-en-Vexin, La Roquette és Vatteville községekkel határos.

## Népesség
A település népességének változása:
| Lakosok száma | 225  | 284  | 362  | 381  | 382  | 365  | 361  | 356  | 352  | 347  |
|               | 1968 | 1982 | 1990 | 2006 | 2013 | 2015 | 2017 | 2019 | 2020 | 2022 |